# Pollution de l'eau par les granulés plastiques

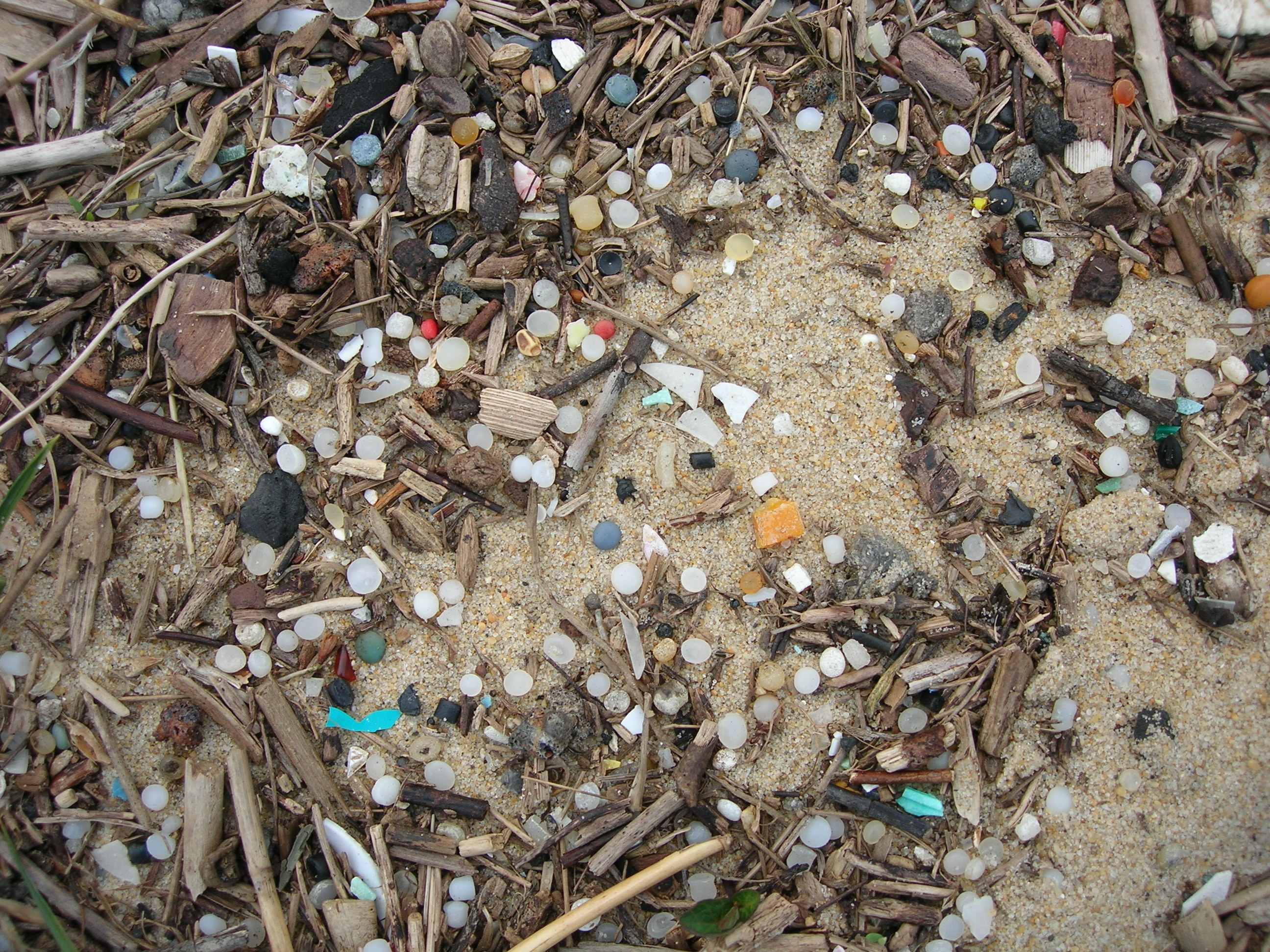
Larmes de sirène sur une plage du littoral français.

La pollution de l'eau par les granulés plastiques est une forme de pollution de l'eau causée par la présence parfois en quantité importante dans les milieux aquatiques (fluvial, marin et côtier) de granulés plastiques d'origine industrielle, que l'on appelle alors « larmes de sirène » (en anglais : mermaid’s tears ou nurdles).
Les granulés plastiques moins denses que l'eau de mer flottent sur tous les océans et s'échouent sur les rivages, mélangés aux sédiments, aux végétaux, aux micro- et macrodéchets dérivants ; ce sont des microplastiques primaires. Les fragments (micro- et nanoplastiques) qu'ils libèrent en grande partie dans l'océan en vieillissant et en s'érodant, dits secondaires, sont des déchets diffus souvent invisibles, mais qui préoccupent de plus en plus les écologues et océanologues car source d'une large contamination du milieu marin.

## Description

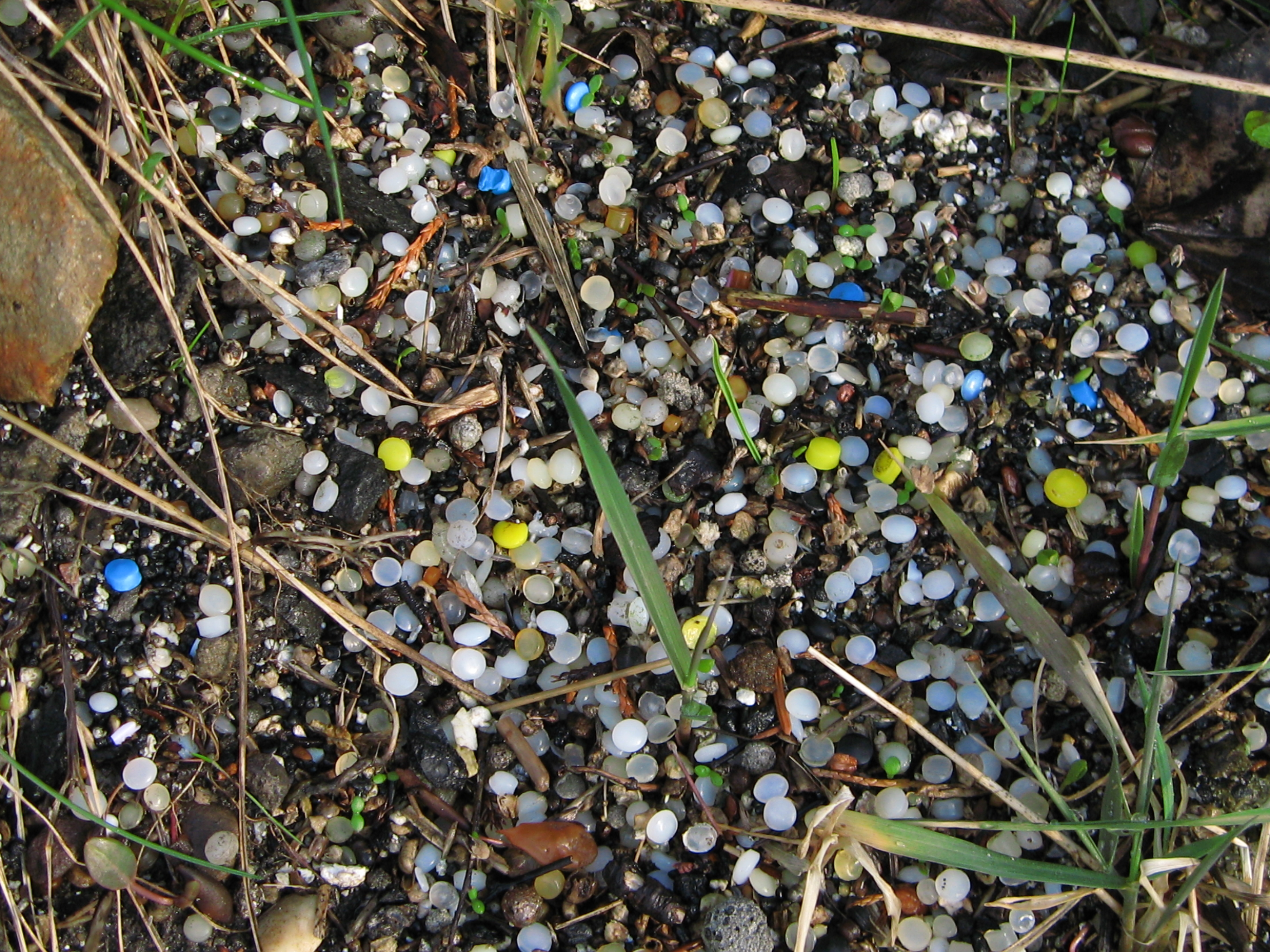
Accumulation de « larmes de sirène » dans l'environnement (2008). Ces déchets sont une source future de nanoplastiques.

Avant la naissance du plastique, le terme « larmes de sirène » désignait uniquement les petits objets arrondis, de pierre ou de verre (verre de mer), roulés dans les vagues. Dans certaines mythologies, les sirènes pleurent des perles. Aujourd'hui, les larmes de sirènes sont également des petites billes, cylindres, comprimés ou pastilles. Elles ne sont pas issues de la fragmentation ultime des déchets plastiques.
Ce sont des produits manufacturés à base de matière plastique, ils sont destinés à la fabrication industrielle de nos biens de consommation, de nos objets et ustensiles. Ces granulés industriels ont une taille originelle de quelques millimètres (2 à 10 mm). Ils peuvent être de toutes les couleurs. Les plus fréquentes sont les nuances de blanc translucide, blanc grisâtre, blanc jaunâtre, l’ambré et le noir. Dans le milieu aquatique, sous l'action abrasive du sable, de l'eau et des sédiments, leur érosion conduit à la dispersion de nanoparticules de plastiques (nanoplastiques) ou à des microplastiques de quelques micromètres.
La densité moyenne a été estimée à 300 000 granulés par kilomètre carré à la surface des océans au début du XXIe siècle, et 100 000 granulés par kilomètre carré pour le fond des océans.

## Menace pour l'environnement
Le nom poétique de « larme de sirène » masque une pollution :
- les granulés de plastiques sont absorbés par les organismes vivants et s'accumulent tout au long de la chaîne alimentaire. Ainsi, l'ingestion de ces larmes de sirènes par les fulmars en Écosse est responsable d'une baisse de 30 % des populations de la zone[2],[3] ;
- les granulés de plastique concentrent les PCB ou des hydrocarbures qui ont tendance à s’y agglutiner. Elles empoisonnent donc les organismes qui les avalent, contribuant à l’accumulation de substances toxiques dans les réseaux trophiques marins (dont certains représentants sont consommés par l'Homme)[4] ;
- les plastiques dans l'environnement libèrent les charges, les additifs et les composés plastifiants toxiques normalement liés aux molécules de polymères.

## Origine de la pollution
L'origine de ces larmes de sirènes dans l'environnement est connue : les déversements accidentels, le transport, les rejets chroniques ou les utilisations inappropriées sont en cause. Une évaluation initiale de la présence de ces granulés a été réalisée en France en 2011 pour le processus européen de la Directive-cadre Stratégie pour le milieu marin (DCSMM) et le Bon État Écologique.

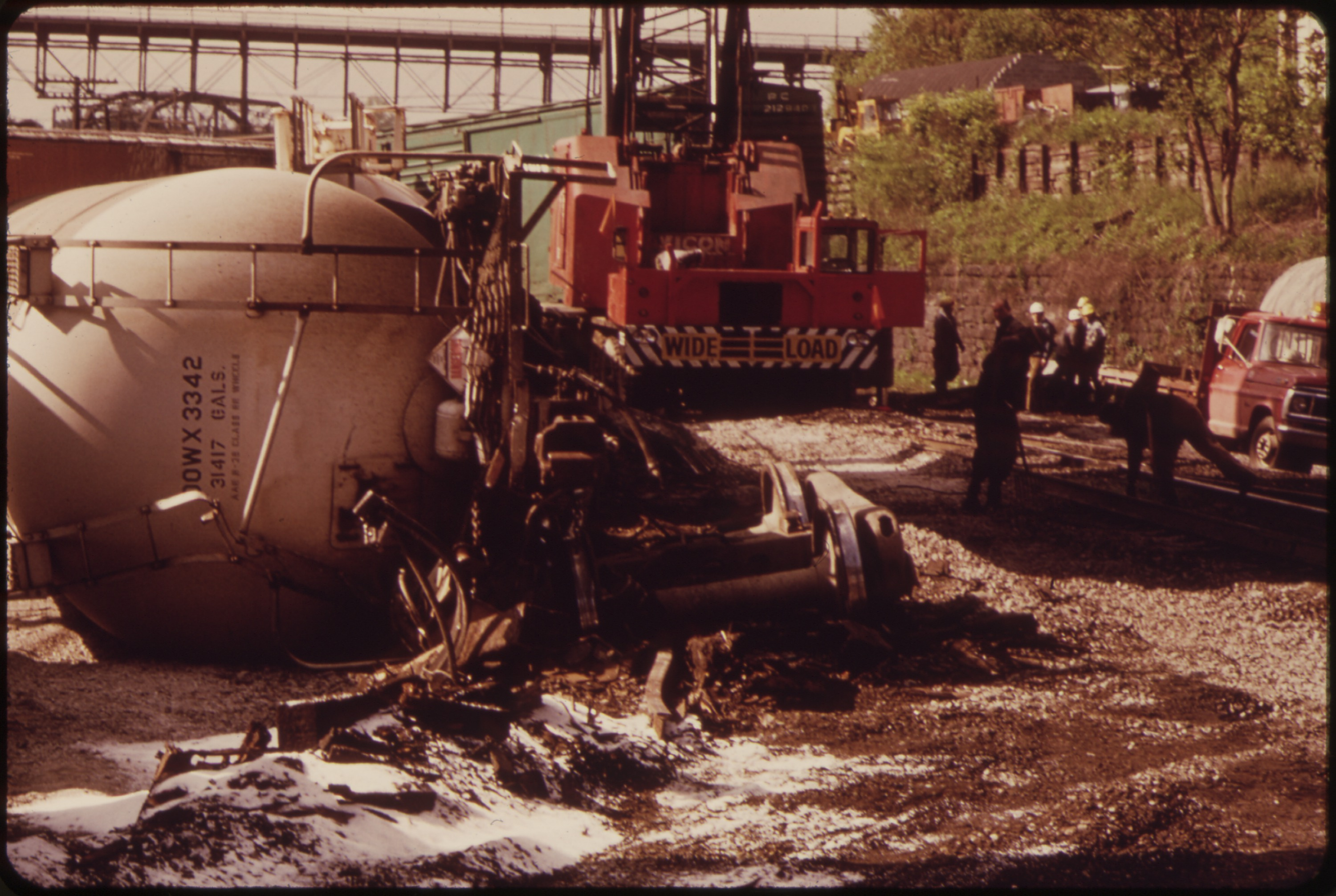
Perte de granulés plastiques industriels durant le transport : wagon-citerne éventré après un déraillement aux États-Unis.
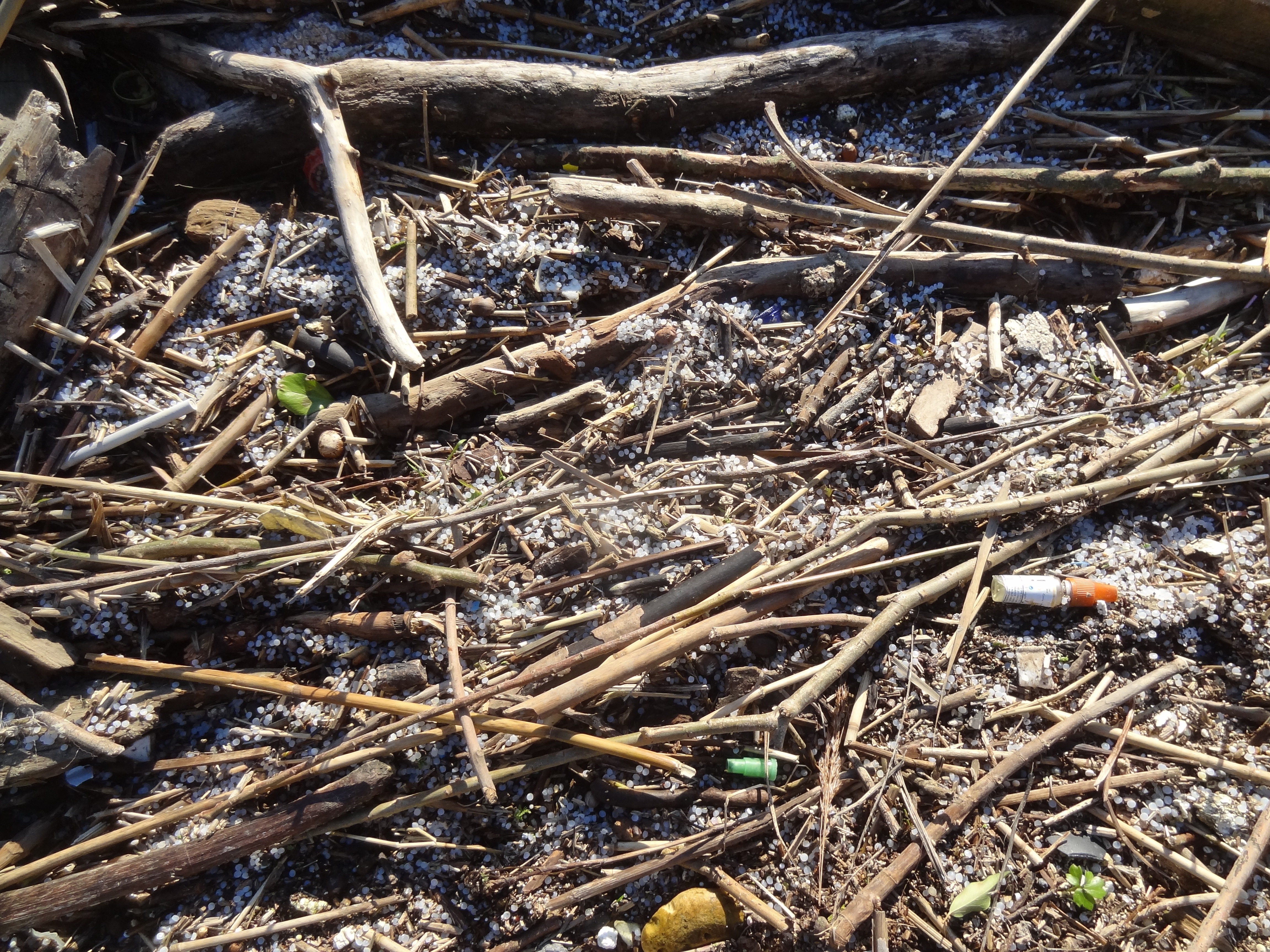
Perte chronique sur une berge de rivière française (effluents industriels).